# Duras filme
Pour plus de détails, voir Fiche technique et Distribution.
Duras filme est un film documentaire français réalisé par Jérôme Beaujour et Jean Mascolo, sorti  en 1981. 
Le film montre le tournage du film Agatha et les Lectures illimitées de Marguerite Duras, à Trouville-sur-Mer.

## Synopsis
Duras filme est une sorte de making-of dans lequel on peut voir Marguerite Duras au travail, sur le tournage de son film Agatha et les Lectures illimitées, mettant en scène ses deux acteurs Yann Andréa et Bulle Ogier, ou discutant avec l'équipe technique et les réalisateurs du documentaire, en marge du tournage. Durant ses entretiens, Duras parle, entre autres, de son rapport aux acteurs, de la mer, de l'inceste frère-sœur qui est le sujet du film Agatha. 
Jean Mascolo et Jérôme Beaujour décrivent ainsi leur documentaire : « Ce film a été réalisé en février 1981 en Normandie, à Trouville lors du tournage d'Agatha. Ni tout à fait portrait, ni tout à fait reportage, il se propose de présenter Marguerite Duras au travail. Il s'agit donc d'un document sur la vie quotidienne d'un tournage mais aussi d'une approche des thèmes majeurs qui parcourent son œuvre. Nous avons eu le projet dans ce film d’ouvrir l'accès à l'univers durassien en laissant libre cours à une parole qui l'éclaire. »

## Fiche technique
- Réalisation : Jérôme Beaujour et Jean Mascolo
- Intervenants : Marguerite Duras, Yann Andréa, Bulle Ogier, Jérôme Beaujour, Jean Mascolo et l'équipe technique.
- Pays :  France
- Production : Jérôme Beaujour et Jean Mascolo
- Durée : 50 minutes
- Format : PAL, 3/4 pouce, couleur

## Éditions
- Le documentaire est disponible sur le DVD du film Agatha et les Lectures illimitées, aux éditions Benoît Jacob.
- Une retranscription du documentaire parait en 2014, sous le titre Le Livre dit. Entretiens de Duras filme, chez Gallimard, dans une édition établie, présentée et annotée par Joëlle Pagès-Pindon. Cette retranscription, en plus des entretiens présents dans Duras filme, donne accès à l’intégralité des six à sept heures de "rushes" inédits conservés dans les archives de Jean Mascolo.